# Temporada 2018-19 de Jaguar I-Pace eTrophy

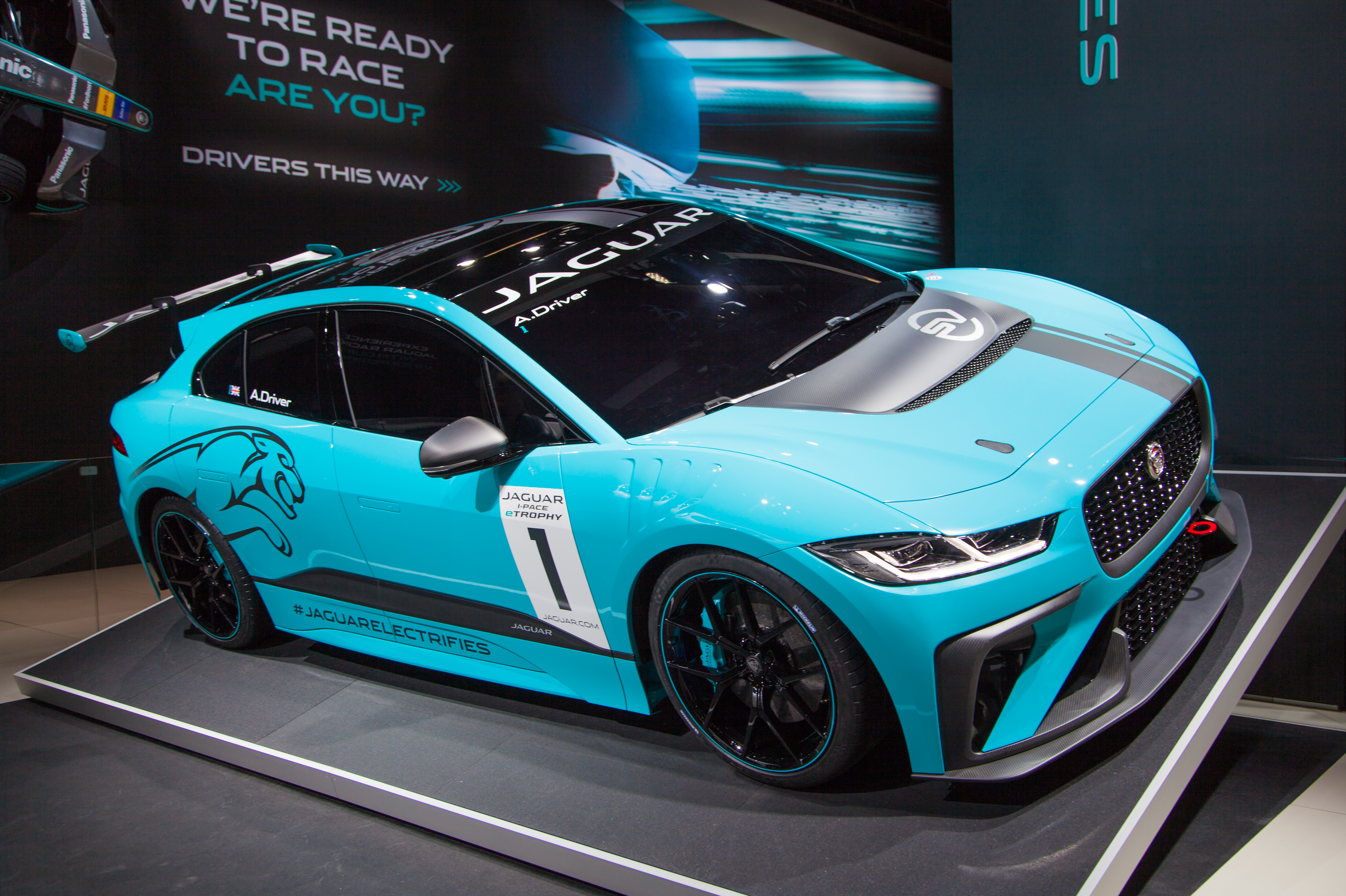
Presentación del Jaguar I-Pace eTrophy en el Salón del Automóvil de Fráncfort de 2017

La temporada 2018-19 de Jaguar I-Pace eTrophy fue la primera edición de dicha categoría, la cual es soporte del campeonato de Fórmula E. El campeonato duró desde diciembre de 2018 hasta julio de 2019 y en el mismo se utilizaron todos Jaguar I-Pace eléctricos.

## Equipos y pilotos
| Equipo                                       | Clase | N.º | Pilotos           | Carreras |
| -------------------------------------------- | ----- | --- | ----------------- | -------- |
| Jaguar VIP Car                               | I     | 1   | Alice Powell      | 1        |
| Jaguar VIP Car                               | I     | 1   | Salvador Durán    | 2        |
| Jaguar VIP Car                               | I     | 1   | Darryl O'Young    | 3        |
| Jaguar VIP Car                               | I     | 1   | David Cheng       | 4        |
| Jaguar VIP Car                               | I     | 1   | Luca Salvadori    | 5        |
| Jaguar VIP Car                               | I     | 1   | Archie Hamilton   | 6        |
| Jaguar VIP Car                               | I     | 1   | Anthony Beltoise  | 7        |
| Jaguar VIP Car                               | I     | 1   | Jens Dralle       | 8        |
| Jaguar VIP Car                               | I     | 1   | Mark Hacking      | 9-10     |
| Jaguar Brazil Racing                         | P     | 0   | Cacá Bueno        | Todas    |
| Jaguar Brazil Racing                         | P     | 10  | Sérgio Jimenez    | Todas    |
| Rahal Letterman Lanigan Racing               | P     | 3   | Katherine Legge   | Todas    |
| Rahal Letterman Lanigan Racing               | P     | 6   | Bryan Sellers     | Todas    |
| TWR Techeetah                                | P     | 18  | Stefan Rzadzinski | 1-7      |
| TWR Techeetah                                | P     | 77  | Adam Carroll      | 8        |
| Team Asia New Zealand                        | P     | 99  | Simon Evans       | Todas    |
| Viessmann Jaguar I-PACE eTROPHY Team Germany | PA    | 7   | Célia Martin      | Todas    |
| Jaguar China Racing                          | PA    | 8   | Wang Tao          | 1, 4     |
| Jaguar China Racing                          | PA    | 9   | Yaqi Zhang        | Todas    |
| Jaguar China Racing                          | PA    | 11  | Qi Lin            | 2-3, 5   |
| Jaguar China Racing                          | PA    | 15  | Ziyi Zhang        | 6.9-10   |
| Saudi Racing                                 | PA    | 12  | Bandar Alesayi    | Todas    |
| Saudi Racing                                 | PA    | 24  | Ahmed Bin Khanen  | Todas    |
| Fuente:                                      |       |     |                   |          |

| Icono | Leyenda  |
| ----- | -------- |
| P     | Pro      |
| PA    | Pro-Am   |
| I     | Invitado |

## Calendario
El calendario contó de 10 carreras, todas como soporte de los ePrixs de Fórmula E.
| Ronda | Carrera          | País           | Circuito                                 | Fecha                   |
| ----- | ---------------- | -------------- | ---------------------------------------- | ----------------------- |
| 1     | Diriyah          | Arabia Saudita | Circuito callejero de Al-Diriyah         | 15 de diciembre de 2018 |
| 2     | Ciudad de México | México         | Autódromo Hermanos Rodríguez             | 16 de febrero de 2019   |
| 3     | Hong Kong        | Hong Kong      | Circuito callejero de Hong Kong          | 10 de marzo de 2019     |
| 4     | Sanya            | China          | Circuito de Haitang Bay                  | 23 de marzo de 2019     |
| 5     | Roma             | Italia         | Circuito callejero del EUR               | 13 de abril de 2019     |
| 6     | París            | Francia        | Circuito de los Inválidos                | 27 de abril de 2019     |
| 7     | Mónaco           | Mónaco         | Circuito de Mónaco                       | 11 de mayo de 2019      |
| 8     | Berlín           | Alemania       | Circuito del aeropuerto Berlín-Tempelhof | 25 de mayo de 2019      |
| 9     | Nueva York 1     | Estados Unidos | Circuito callejero de Brooklyn           | 13 de julio de 2019     |
| 10    | Nueva York 2     | Estados Unidos | Circuito callejero de Brooklyn           | 14 de julio de 2019     |

## Resultados

### Puntuaciones
| Posición | 1º | 2º | 3º | 4º | 5º | 6º | 7º | 8º | 9º | 10º | Pole |
| Puntos   | 20 | 15 | 11 | 8  | 6  | 5  | 4  | 3  | 2  | 1   | 1    |

### Campeonato de Pilotos
| Pos.                             | Piloto            | ADR‡      | MEX       | HKG       | SAN       | ROM       | PAR       | MON       | BER       | NYC       | NYC       | Puntos    |
| Clase Pro                        | Clase Pro         | Clase Pro | Clase Pro | Clase Pro | Clase Pro | Clase Pro | Clase Pro | Clase Pro | Clase Pro | Clase Pro | Clase Pro | Clase Pro |
| -------------------------------- | ----------------- | --------- | --------- | --------- | --------- | --------- | --------- | --------- | --------- | --------- | --------- | --------- |
| 1                                | Sérgio Jimenez    | 2         | 3         | 3         | 4         | 1         | 3         | 2         | 2         | 1         | 1         | 149       |
| 2                                | Cacá Bueno        | 4         | 4         | 5         | 1         | 6         | Ret       | 1         | 1         | 2         | 2         | 121       |
| 3                                | Bryan Sellers     | 3         | 2         | 1         | DSQ       | 2         | 1         | 3         | 4         | DNS       | 5         | 107       |
| 4                                | Simon Evans       | 1         | 6         | 4         | 2         | 3         | 4         | 4         | 3         | 3         | 4         | 106       |
| 5                                | Katherine Legge   | 6         | 1         | 2         | 5         | 4         | 10        | Ret       | 6         | 4         | 3         | 86        |
| 6                                | Stefan Rzadzinski | 12        | Ret       | Ret       | 3         | 5         | 2         | 10        |           |           |           | 43        |
| 7                                | Adam Carroll      |           |           |           |           |           |           |           | 5         |           |           | 6         |
| Clase Pro-Am                     |                   |           |           |           |           |           |           |           |           |           |           |           |
| 1                                | Bandar Alesayi    | 7         | 5         | 8         | 6         | 7         | 8         | 6         | Ret       | 5         | 8         | 155       |
| 2                                | Yaqi Zhang        | 10        | Ret       | 7         | 9         | 9         | 7         | 5         | 7         | 6         | 7         | 136       |
| 3                                | Ahmed Bin-Khanen  | 8         | 7         | Ret       | 8         | 11        | 5         | Ret       | 9         | 7         | 6         | 117       |
| 4                                | Célia Martin      | 11        | Ret       | 9         | DNS       | 10        | 6         | 8         | 8         | 8         | Ret       | 77        |
| 5                                | Ziyi Zhang        |           |           |           |           |           | 9         | 9         | 11        | 9         | 9         | 36        |
| 6                                | Tao Wang          | 9         |           |           | Ret       |           |           |           |           |           |           | 11        |
| 7                                | Qi Lin            |           | 8         | Ret       |           | Ret       |           |           |           |           |           | 11        |
| Pilotos invitados que no puntúan |                   |           |           |           |           |           |           |           |           |           |           |           |
|                                  | Alice Powell      | 5         |           |           |           |           |           |           |           |           |           |           |
|                                  | Darryl O'Young    |           |           | 6         |           |           |           |           |           |           |           |           |
|                                  | David Cheng       |           |           |           | 7         |           |           |           |           |           |           |           |
|                                  | Anthony Beltoise  |           |           |           |           |           |           | 7         |           |           |           |           |
|                                  | Luca Salvadori    |           |           |           |           | 8         |           |           |           |           |           |           |
|                                  | Jens Dralle       |           |           |           |           |           |           |           | 10        |           |           |           |
|                                  | Salvador Durán    |           | Ret       |           |           |           |           |           |           |           |           |           |
|                                  | Archie Hamilton   |           |           |           |           |           | Ret       |           |           |           |           |           |
|                                  | Mark Hacking      |           |           |           |           |           |           |           |           | Ret       | DNS       |           |
| Pos.                             | Piloto            | ADR‡      | MEX       | HKG       | SAN       | ROM       | PAR       | MON       | BER       | NYC       | NYC       | Puntos    |

- ‡ – Como no se clasificó por problemas climáticos, el punto de la pole position no fue otorgado.
- Fuente: jaguar.com[4]